# 歐陽妮妮
歐陽妮妮（英文：Nini Ou-Yang，1996年3月9日—），演員歐陽龍和傅娟的長女，歐陽娜娜與歐陽娣娣的姊姊。

## 生平
2015年被美國天普大學錄取，後來為了兼顧台灣的演藝事業，改就讀國立臺灣藝術大學進修推廣部戲劇學系，2018年宣布休學。經紀人為妮娜娣國際有限公司負責人傅娟。2020年首次擔綱演出《腦波小姐》第一女主角。
2025年1月，1子出生，4月宣布一家3人遷移中國杭州定居。

## 爭議事件

### 放錯班機照悼空難
2014年7月26日，復興航空發生222號班機空難3天後，歐陽妮妮在Instagram放上B-22807班機照片，感嘆說：「最近真的發生太多令人難過的事….愛要及時。」卻被網友批她散佈錯誤資訊：「是想詛咒誰？」，表示該照片並非失事班機，甚至該班機目前都還在值勤，失事班機的編號是B-22810，要她不要為了求點擊率和曝光，在網路寫錯誤訊息。但事後歐陽妮妮可能覺得此則不妥，將照片刪除。

### 未獲邀請進《RM》慶功宴  挨批耍特權
南韓節目《Running Man》舉辦粉絲見面會，歐陽妮妮參加完見面會後又參加慶功宴，和偶像近距離接觸，被網友狠酸是走後台追星。
主辦單位則喊冤未發送公關票，不知有藝人進場，甚至不知道為何她能參加慶功宴，直接打臉。引起網友質疑她耍特權，直通明星慶功宴太誇張，呼籲藝人自律。網友在歐陽妮妮的Instagram批評的留言，卻遭大量刪除，妹妹歐陽娜娜坦承表示：「都是我刪的」。

### 坐賣場購物車嬉鬧  扯謊拍片劇組安排
2015年7月26日，藝人布魯斯在IG分享和歐陽妮妮逛賣場的影片，影片中布魯斯負責推車，推車座椅只能承重15公斤，身高168公分體重52公斤的歐陽妮妮竟直接坐在購物車上，被網友譙翻。影片曝光後隨即引來網友批她白目、破壞公物，痛罵「沒公德心，都長那麼大隻了還坐在推車裡」。布魯斯透過經紀人表示：「坐推車其實是在拍片」。
然而網友質疑的聲音越來越大，紛紛表示要看該電影是否有此畫面。布魯斯的經紀人才再次改口代為致歉，坦承歐陽妮妮坐賣場推車並非為拍片，而是在現場玩樂，也直接戳破了歐陽妮妮的謊言。

### 炫耀喝1320元果汁
在臉書發文「超好喝的冷壓果汁，有了這瓶後媽媽不用再天天早起打果汁，一整天喝了6瓶，營養均衡也不會肚子餓，還能幫助身體攝取蔬菜的營養，就連爸爸歐陽龍都搶著喝。」結果發現1日喝6瓶，得花1320元。網友忍不住酸她炫富「不知人間疾苦」，一天喝果汁的錢比勞工日薪還要高。

### 作弊又說謊 找槍手代考大學期末考
就讀台灣藝術大學戲劇系一年級的歐陽妮妮，期末考時出國至倫敦，竟找校外友人當槍手代考作弊。校方調查後表示，2016年6月20日晚間8時的「劇場技術」期末筆試，當時負責監考的張姓老師便發現陌生面孔加入應考，為了不影響其他學生，考試結束後追查發現歐陽妮妮確實找槍手代考，將該科以缺考處理，並通報系方將考卷註記作廢。
原本經紀人母親傅娟表示：「是同學告訴女兒老師沒來，要不要幫她寫考卷，她才大剌剌說好。」但遭校方反駁，證實幫歐陽妮妮代考的人並非台藝大學生，是她的校外友人。歐陽妮妮不只找槍手代考作弊，她對母親所說的緣由更遭校方駁斥，被認定說謊欺騙父母。網友得知這消息後，都稱歐陽妮妮「作弊又說謊，罪加一等」！
代考作弊懲處結果，記1大過、2小過，免退學。

### 為賺DHC代言費 故意全中運比賽放水
歐陽妮妮參加全國中等學校運動會2014年4月21日的競技體操「地板項目」，最後只拿到7.550分，無緣決賽。卻出席二天後4月23日與決賽撞期的DHC十五週年暨代言人記者會，和藝人陳庭妮一起出席化妝品活動。對此DHC公關證實，代言活動的日期都是2、3個月前就敲定。並指出：「當初活動日期是我們定的，今天看新聞才知道妮妮參加體操比賽這件事，當時也沒有聽到經紀人傅娟說要協調檔期。」更發現全中運報名時間是2014年2月24日至3月10日，當時不論是資格賽或是決賽時間都已出爐。
決賽日期不僅和DHC代言活動同一天，且報名比賽與接洽代言活動的時間點很接近，證明了歐陽妮妮和經紀人媽媽傅娟早就知道代言活動與決賽撞期，有抱著23日絕對必須不比賽的想法。歐陽妮妮被認定根本是為了搶賺廣告代言費，故意全中運資格賽放水，才能順理成章地出席與決賽撞期的DHC代言活動。網友得知後狠酸「歐陽家賺錢比讀書重要」。

### 高中時在教室與男友接吻 母爆哭父關說施壓後逃過記過處分
歐陽妮妮就讀大同高中時，和追來的學長男友在教室接吻，遭巡堂教官當場逮到。爆料者描述當時是晚自習時間，留下來的人不多，另外有些人在外面吃晚餐，所以看見2人接吻的人不多。爆料者還提供照片舉證，證實照片中歐陽妮妮穿著運動外套，男友從她背後緊緊熊抱，妮妮向後對視掛著笑容的學長，頗為親密。事發後，爸爸歐陽龍到校關說施壓，媽媽傅娟則是當場哭給校方看，因而逃過記過處分，被網友痛罵耍特權。

### 未經許可擅闖台藝大美術系工作室拍照 遭系辦警告
2016年11月9日，歐陽妮妮在IG分享一系列美照，被發現是在台藝大美術系的複合媒材工作室所攝，該工作室平時並不開放外系學生參觀，引發系上不滿。美術系辦在臉書上張貼公告「請非本系的同學不要擅自闖入我們工作室拍照或參觀」，更強調若將立場互換「相信你也不會希望你的工作室有陌生人拍照發文」。有網友到歐陽妮妮臉書詢問「所以為啥要拿別人的工作室拍照」，她立刻澄清：「我已經跟同學連絡上囉！也hashtag他們徵求同意惹。」

### 在義大利米蘭主教座堂違法餵鴿
歐陽妮妮在IG上傳於米蘭主教座堂餵鴿照片，但因禽流感關係，目前在義大利餵鴿子是違法的。照片中見她將飼料放在雙手上，有隻鴿子碰觸她伸出的雙手，她更是發文寫下「只有一隻鴿願意捧場」。結果照片一上傳，馬上引起網友砲轟她是不良示範，藐視當地禁止餵食野生飛禽的法令。

## 演出作品

### 電視劇
| 播出時間                   | 劇名           | 飾演     | 備註   |
| -------------------------- | -------------- | -------- | ------ |
| 2013年6月9日 2013年6月15日 | 《愛情急整室》 | 仙蕙     | 客串   |
| 2014年8月10日              | 《摩鐵路之城》 | 兔子女孩 | 女配角 |
| 2020年9月12日              | 《腦波小姐》   | 魏小玲   | 女主角 |

### 電影
| 播出時間 | 片名               | 飾演   |
| -------- | ------------------ | ------ |
| 2016年   | 《六弄咖啡館》     | 蔡心怡 |
| 2017年   | 《天降神机》       | 卢易琳 |
| 2018年   | 《畢業旅行笑翻天》 | 宋麗媛 |

### 微電影/電影短片
| 播出時間 | 片名                                                 | 飾演           |
| -------- | ---------------------------------------------------- | -------------- |
| 2014年   | 《風象星座的悠遊（街頭藝人妮妮）－先導公車篇》微電影 | 妮妮           |
| 2015年   | 《遇上200%的你》微電影                               | 甜品店店长Nini |

### 電影配音
| 播出時間 | 片名          | 飾演               |
| -------- | ------------- | ------------------ |
| 2010年   | 《神偷奶爸》  | 配音―毛毛（Margo） |
| 2013年   | 《神偷奶爸2》 | 配音―毛毛（Margo） |

### 音樂錄影帶
| 播出時間 | 歌手   | 曲名         |
| -------- | ------ | ------------ |
| 2018年   | 李建軒 | 《其實我…》  |
| 2018年   | 李建軒 | 《就別愛我》 |

## 音樂作品

### 專輯
| 日期   | 專輯名稱                        | 曲目 |
| ------ | ------------------------------- | --- |
| 2002年 | 《音樂童話 Musical Fairy Tale》 | 1. 什麼是愛 2. 恰恰減肥操 3. Bossa天黑黑 4. 愛的甜甜圈 5. Nini羊 6. 丟丟Samba 7. 搖搖Party 8. Do re mi 9. Twinkle小星星 10. Que sera sera |

## 廣告代言
- 韓國三星電子GALAXY S4 mini發表會
- O SHa'Re時尚分享網首波形象大使 [32]
- 桃園捷運「桃園有你，幸福進站中」系列交通政策與行銷活動代言及系列微電影出演[33][31]
- 亞洲第一大交友APP–Paktor（拍拖）[34]
- pony 運動鞋
- 綠油精滾珠瓶

## 外部連結
- 歐陽妮妮的Facebook專頁
- 歐陽妮妮的Instagram帳戶
- YouTube上的歐陽妮妮頻道
- 歐陽妮妮的新浪微博
- 欧阳妮妮的抖音账号
- 欧阳妮妮的小红书账号
- 歐陽妮妮在香港影庫上的簡介